# Сепуко 6
„Сепуко 6“ е алтернативна-метъл група, създадена в София през 2002 година.

## История
Групата се събира в началото на 2002 г. в София (България), когато Веселин Чипилов (бас) и Георги Джеферски (китара) се отделят от тогавашната формация на група „Fyeld“. По-късно към тях се присъединява и Ангел Вълковичин (барабани). В продължение на половин година групата търси вокалист, като през това време работи върху изцяло авторската си музика. Междувременно триото не намира подходящ фронтмен и Ангел Вълковичин напуска България, Веселин Чипилов се връща в старата си група „Fyeld“, а Георги Джеферски се включва в „Кълн“.
През ноември 2002 година групата отново се събира, като към нея се присъединява и Ангел Каспарянов (вокал). Срещата става съвсем случайно – по обява, залепена на стената на музикален магазин О.Ч.З. Музикалните пристрастия и на четиримата си пасват идеално, което довежда и до бързото им сработване. Още в началото на 2003 година групата изнася първия си концерт на живо в „Сцена за авторска музика: О’Шипка“ (София), под името „Абсент“. До този момент „Абсент“ разполагат със седем авторски песни, като най-известната между тях си остава „Сублимация“. По това преме групата е свързвана с популярната тогава ню-метъл сцена, но тя предпочита да не категоризира стила си. Той е резултат от различните им музикални пристрастия, но преди всичко R’N’R.
През лятото на 2003 година групата записва демо от три песни, като това не променя с нищо ъндърграунд статута на групата. Всъщност единственото ново е името – „Сепуко 6“. Следват няколко участия на различни фестивали в България и постоянно присъствие в програмата на „Сцена за авторска музика: О’Шипка“. В края на 2003, „Сепуко 6“ записват демо от пет парчета в „Стейн Студио“, като няколко месеца по-късно Господин Господинов – Гепи, им предлага запис на цял албум и подписване на договор. Записите започват в края на март 2004 година и са зъвършени три месеца по-късно. През май 2005 г. „Стейн Студио“ записват и видеоклип към първия радио сингъл на групата „Душкомфорт“ от предстоящия да излезе дебютен албум „Опитомен“. През юни последният става факт, а декември е заснет клип и към „Сублимация“ (песента е част от саундтрака на късометражен филм, който остава нереализиран).
През 2006 г. групата започва работа по наследника на „Опитомен“. Пилотното парче към втория, все още неозаглавен албум, се очаква да се появи в българския радио и видео ефир в началото на есента. Името на песента е „Де Ниро е друг“. Групата решава да работи по новия материал с музикален продуцент – Климент Калев (Стейн Студио). Песента е представена за първи път на живо на фестивала „One Day Overground“.
В началото на 2007 г. групата и „Стейн Студио“ решават да прекратят съвместната си работа. През следващите няколко месеца „Сепуко 6“ представят някои от новите си песни на живо. В края на лятото на 2007 г. се очаква групата да започне студийни записи по новия материал.

## Състав
- Ангел Каспарянов – вокал
- Ангел Вълковичин – барабани
- Веселин Чипилов (Аксел) – бас
- Георги Джеферски – китара

## Дискография

### Албуми
- Опитомен (2005)

1. … и пак опитомен (3:23)
2. Сублимация (4:34)
3. Оксид (4:00)
4. Душкомфорт (3:22)
5. Една причина, за да не си признаеш (4:37)
6. 17 (4:10)
7. Батман бачка нощни смени (3:55)
8. Затворени очи (1:51)
9. С думи плюеш кръв (4:40)
10. Натаня (4:11)
11. Без съмнение (3:31)
12. А след това … (5:11)

- Билки (2010)

1. 03:05
2. Не искам теб, а само секс
3. В латекс на порно фронтмен
4. В нея, с нея
5. Искам пак да кажа само…
6. Пакет любов на прах
7. Не питам, а приключвам!
8. Твоят чар и пиниз
9. С думи плюеш кръв
10. Става хладно…
11. Чукам
12. По канапето аз и ти валим

### Видеоклипове / Сингли
- Душкомфорт (2005)
- Сублимация (2005)
- Сублимация (live) (2006)
- Де Ниро е друг (2006)
- 4ао! (2007)
- Няма драма (2008)

### Компилации
- Душкомфорт – Playlist (2005)
- 4ао! – Credit To The Nation (2008)